# یاگودوو
یاگودوو (به لاتین: Jagodów) یک روستا در لهستان است که در گمینا لیزبارک وارمینگسکی واقع شده‌است.